# Castello di Valençay
Il castello di Valençay (/valɑ̃ˈsɛ/, in francese Château de Valençay), è l'antica residenza dei principi di Talleyrand. 
Sorge a Valençay, nella regione francese del Centro, ed è uno dei Castelli della Loira, iscritto in un bel giardino alla francese.

## Storia e descrizione

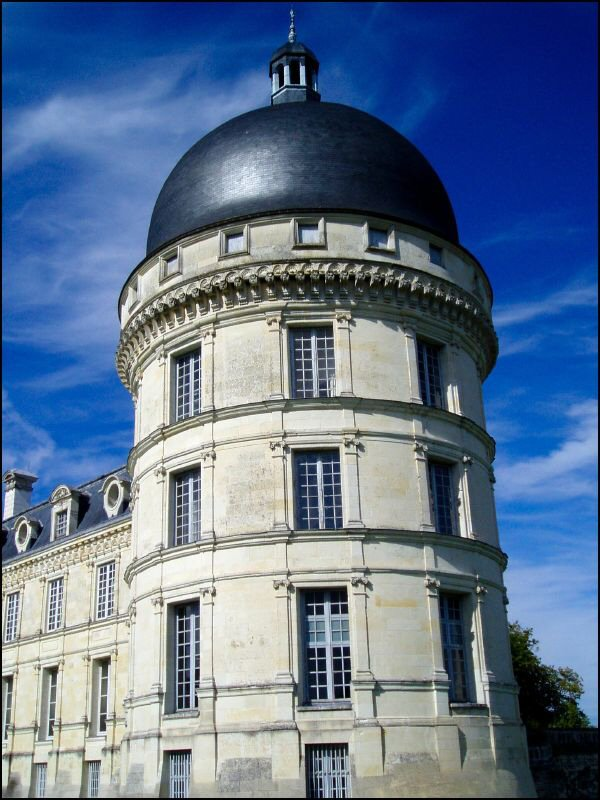
Torre di angolo del castello di Valençay.

Antica proprietà del principe di Talleyrand, fu costruito nel 1540 su ordine di Jacques d'Estampe in sostituzione di un maniero feudale. La sua costruzione è proseguita fino al XVIII secolo con la costruzione della torre sud. Anche l'ultimo duca Boson de Talleyrand-Valençay ha voluto dare il proprio tocco personale facendo chiudere con delle porte-finestre la galleria ad arcate sita dentro la corte d'onore.
In uno slancio di entusiasmo, George Sand scrisse che "questo luogo è uno dei più belli della Terra e nessun re possiede un parco più pittoresco". Al termine del "regno" di Talleyrand, la proprietà si estendeva su 23 comuni del dipartimento dell'Indre occupando una superficie stimata per difetto in 220 km².
L'architettura esterna mostra i tre ordini classici dei pilastri: ordine dorico al piano terreno, ordine ionico al primo piano e ordine corinzio al secondo.
I saloni interni sono arredati con un mobilio sontuoso di stile Impero; la dimora conta un centinaio di stanze organizzate in 25 appartamenti. Una galleria lunga circa 80 metri corre lungo tutta la lunghezza del primo piano collegandone tutti gli appartamenti.

## I giardini della Duchessa

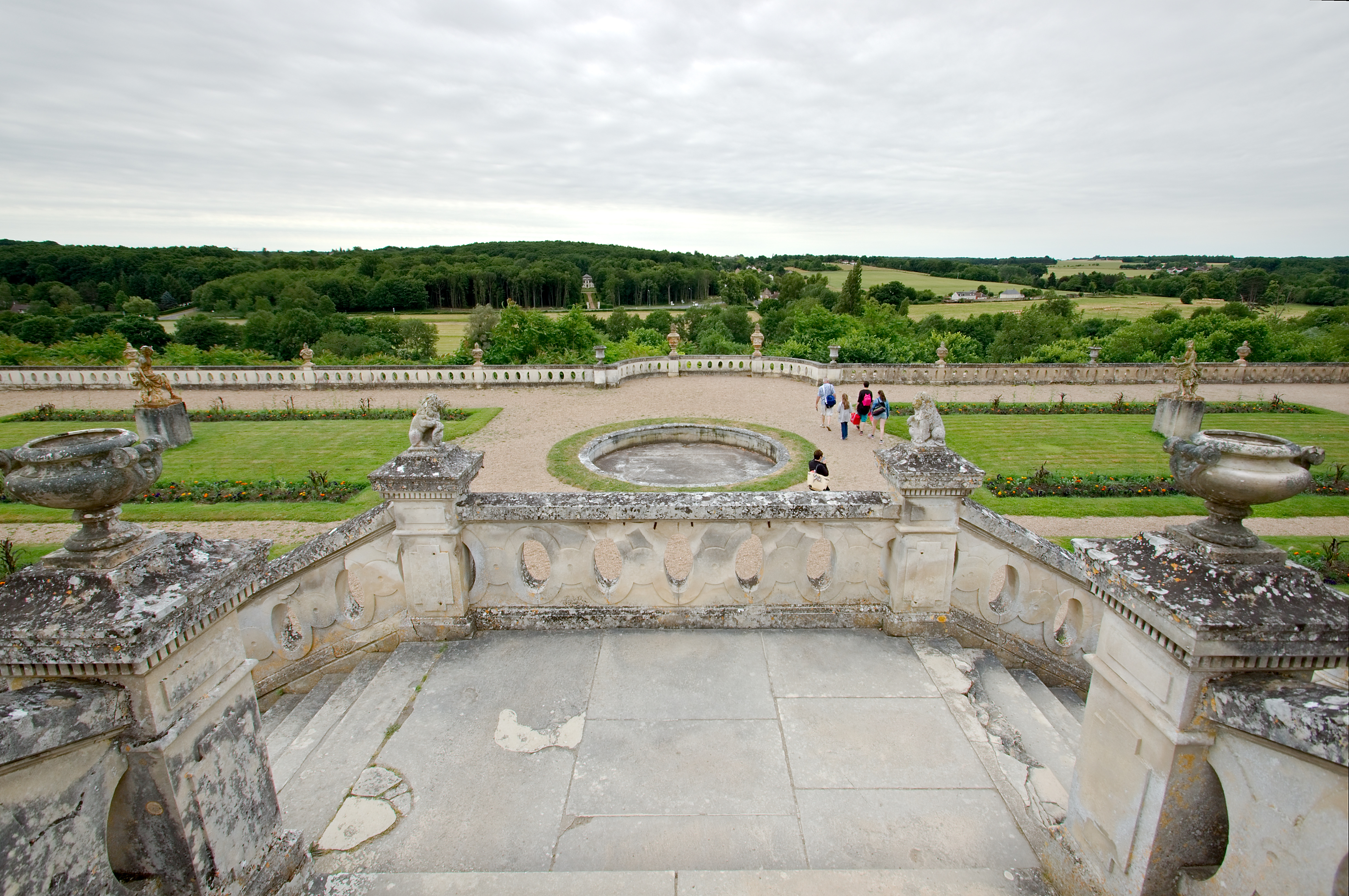
Veduta dei giardini dalla terrazza del Castello.

Molto belli i giardini, che vennero ripiantati all'inizio del XX secolo; una parte dei terreni è stata adibita a giardino zoologico.